# Vanadiumcarbide
Vanadiumcarbide (VC) is een anorganische verbinding tussen koolstof en vanadium. Het is een grijs poeder, bestaande uit kubische kristallen.

## Synthese
Vanadiumcarbide kan bereid worden door de reductie van vanadium(V)oxide met koolstof:
{\displaystyle \mathrm {V_{2}O_{5}+7\ C\longrightarrow 2\ VC+5\ CO} }